# بيتر بار
بيتر بار هو مجدف كندي، ولد في 7 أكتوبر 1950 في كينغستون في كندا.

## وصلات خارجية
- بيتر بار على موقع الاتحاد الدولي للتجديف (الإنجليزية)
- بيتر بار على موقع اللجنة الأولمبية الدولية (الإنجليزية)
- بيتر بار على موقع أوليمبيديا (الإنجليزية)